# Rose o’ the River (Film, 1919)
Rose o’ the River ist ein US-amerikanischer Stummfilm aus dem Jahre 1919. Regie führte Robert Thornby. Der Film wurde von der Famous Players-Lasky Corporation produziert. Er gilt heute als verschollen. Der Film beruht auf dem gleichnamigen Roman von Kate Douglas Wiggin aus dem Jahre 1905.

## Handlung
Rose Wiley, die Schönheit des Dorfes, und Steve Waterman, Vorarbeiter der Holzfäller, verloben sich. Steve beginnt daraufhin mit dem Bau eines kleinen eigenen Häuschens. Claude Merrill, Schreiber aus Boston, kommt in die Stadt und gibt vor ein reicher Geschäftsmann zu sein. Er beginnt sofort Rose den Hof zu machen. Steve denkt, diese Turtelei beruhe auf Gegenseitigkeit, und löst die Verlobung. Enttäuscht geht Rose mit Claude nach Boston, um als Krankenschwester für seine Mutter zu sorgen. Dort erfährt sie die wirklichen Verhältnisse von Claude und reist erneut enttäuscht zurück. Sie traut sich dort aber nicht ihren Exverlobten aufzusuchen. Als ein Holzfäller eine zweideutige Bemerkung über sie macht, hört ihr Großvater jedoch die Verteidigung von Steve und seine Erklärung, dass er sie heiraten würde, wenn sie ihn ließe. Daraufhin kommt es zur Versöhnung und anschließenden Hochzeit.

## Veröffentlichungen
Rose o’ the River wurde im Format 35 mm gedreht und am 20. Juli 1919 uraufgeführt. In Schweden erhielt er den Titel En boston i Boston und wurden dort am 8. November 1920 erstmals gezeigt.